# Kasteel Vanackere

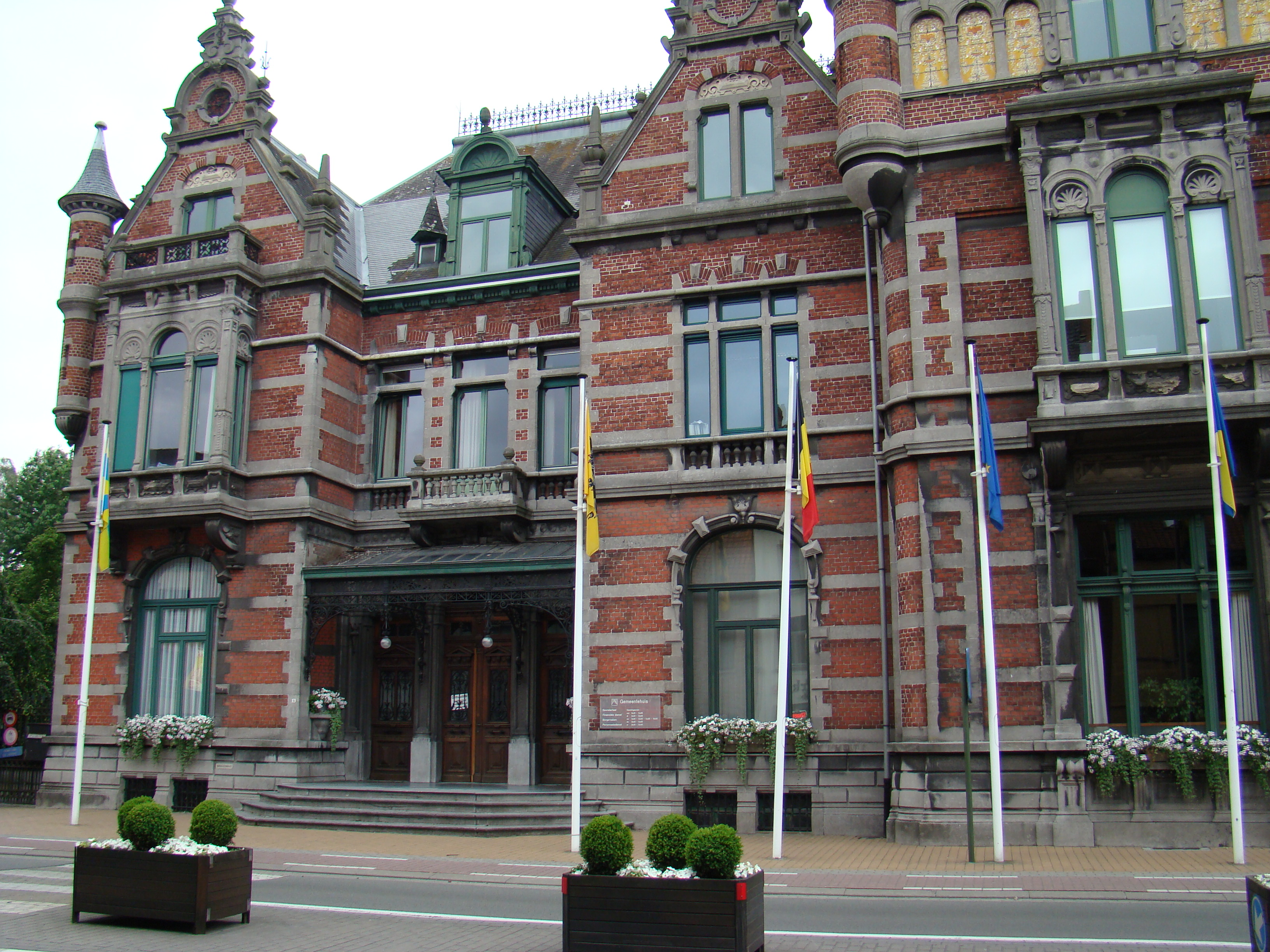
Kasteel Vanackere

Het Kasteel Vanackere is een kasteel in de West-Vlaamse gemeente Wevelgem, gelegen aan Vanackerestraat 16. Thans gemeentehuis.

## Geschiedenis
Het kasteeltje werd gebouwd in 1894-1896 in opdracht van Jules Vanackere-Van der Mersch naar ontwerp van C. Vanhoutte. Voordien stond er een herenhuis, waaromheen al een parkaanleg bestond. In 1954 werd het aangekocht door de gemeente die er een administratief centrum in vestigde, feitelijk het gemeentehuis.

## Gebouw
Het kasteel is gebouwd in Vlaamse neorenaissancestijl. De ingangspartij heeft een bordes en een smeedijzeren portaal. Het ingewikkelde dak wordt gesierd door een vorstkam. Opvallend zijn ook de erkertorentjes.

## Interieur
Het interieur is eclectisch. De verschillende salons zijn in diverse andere neostijlen (neo-rococo, neoclassicisme en Vlaamse neorenaissance) uitgevoerd. Het kasteeltje is onderkelderd. Er is een trappenhuis met marmeren keizerstrap. Er zijn diverse lambriseringen waarboven zich schilderijen bevinden geïnspireerd op onder meer Pieter Breugel en op de Vlaamse primitieven.

## Domein
Bijgebouwen zijn de voormalige conciërgewoning, en enkele tuinpaviljoentjes in het park met vijver.